# كرز مسلح البتلات
الكرز مسلح البتلات (باللاتينية: Prunus brachypetala) هو أحد أنواع جنس الخوخ من الفصيلة الوردية. يعد من أنواع اللوز البري.

## الموئل والانتشار
موطنه تركيا.